# Matrioixca

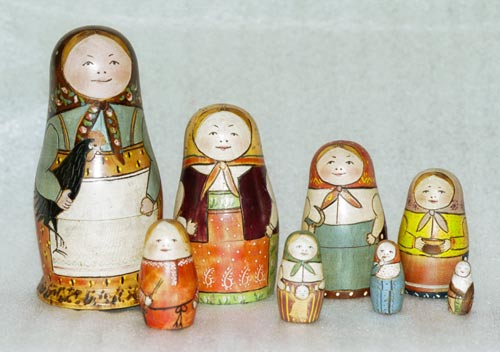
La primera matrioixa al Museu de la joguina a Sérguiev Possad

Una matrioixca o nina russa (en rus: матрёшка) és un tipus de nina tradicional russa, buida i desmuntable, amb una altra nina més petita a l'interior, i així successivament. El nombre de nines pot variar a partir de cinc o set. Es caracteritzen per la gran varietat de colors amb què són pintades. Creació artística de Serguei Maliutin el 1890, s'han convertit en una icona de la cultura russa fins avui.
La paraula és el diminutiu del mot rus matrioixa, «matrona». De fet, la figura més gran, tradicionalment, és una dona i la més petita, un nadó, tot i que se'n fan moltes variacions, més sovint amb nombre imparell.

## Història

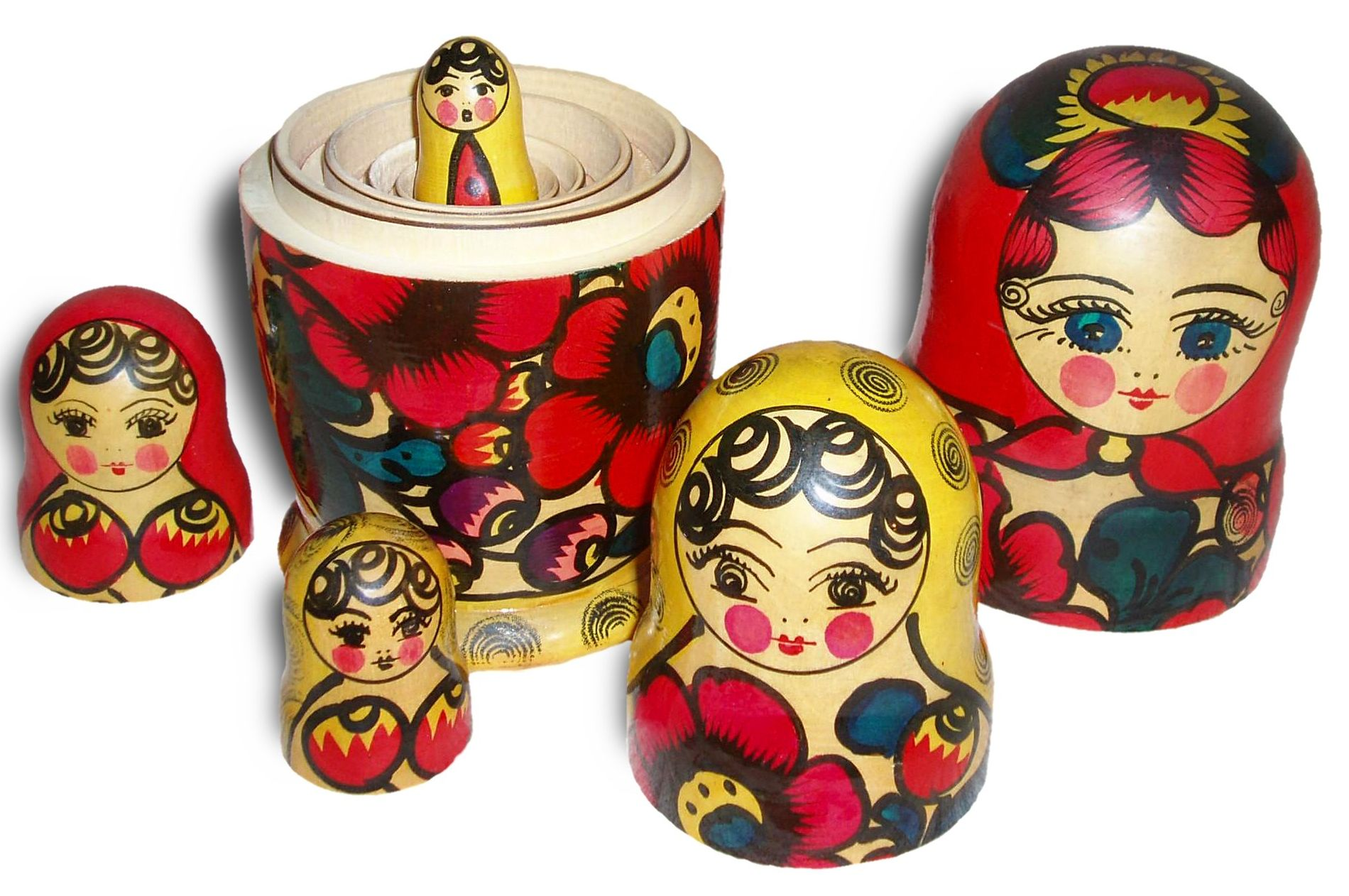
Matrioixca de cinc peces

Serguei Maliutin va crear la primera matrioixca amb vuit nines el 1890 a la colònia d'artistes d'Abràmtsevo inspirades en nines similars del Japó. En el moviment internacional d'artesania artística (Arts & Crafts) els artistes i artesans actius a Abràmtsevo van fomentar el renaixement de l’art popular rus i l’artesania tradicional. Abràmtsevo es troba uns quaranta quilòmetres al nord de Moscou. S'ha inspirat en un joc de nines japoneses de fusta que representava els Set déus de la fortuna, en què el déu Fukurokuju contenia a dins seu altres deïtats. Savva Màmontov va portar el joc de nines, un mecenes de l'època que treballava amb Maliutin, que era dissenyador de joguines per a nens, i va dibuixar una reproducció de la joguina a l'estil rus tallada per Vasili Zcezdoixkin a un taller de joguines de Serguiei Posad i pintada per Serguiei Maliutin.
El 1900 M.A. Mamontova, col·leccionista d'art popular i esposa de Savva Màmontov, presentà la nina a l'Exposició Universal de París. La joguina guanyà la medalla de bronze. Després de l'èxit a l'exposició, Màmontov s'encarregà de difondre la nina, i aviat altres pobles van crear-ne versions pròpies. Durant la perestroika les matrioixques que representaven els líders de la Unió Soviètica van fer-se molt populars. L'artista Youlia Bereznitskiaia, el 2003, va crear una matrioixca amb 51 nines (la més gran de 54 cm i la més petita de 3,1 mm).

## Materials i construcció
Les matrioixques solen fer-se de fusta, principalment del til·ler, per ser lleugera i tenir una textura molt fina. Els arbres que es destinen per fer matrioixques es talen al mes d'abril, que és quan tenen més saba. Després de tallar-lo en blocs cal processar-lo almenys dos anys, un mestre fuster realitza la tria de les peces que farà servir per crear nines. Totes les nines incloses en una matrioixca han de construir-se a partir del mateix bloc de fusta, perquè l'expansió i contracció de la fusta –així com la humitat– són característiques úniques que varien en cada bloc.
La feina del tallador inclou poques eines: entre les quals es troben un torn i cisells de diverses mides. La primera figura que es talla és la més petita, que és l'única peca massissa, és la que donarà la mesura a les altres unitats. Després, la part inferior de la següent part es talla, i es deixa per al final el cèrcol superior que s'uneix amb la part superior de la nina. El procés continua fins que s'hagin acabat totes les peces. Una vegada es té la part superior i inferior, s'uneixen sobre la peça anterior i es deixen a assecar perquè la unió entre les dues peces sigui ferma. El treball de tornejar les peces i aconseguir que encaixin l'una amb l'altra és força difícil i requereix molta habilitat, tenint en compte el fet que no es pren cap mena de mesura durant el procés.

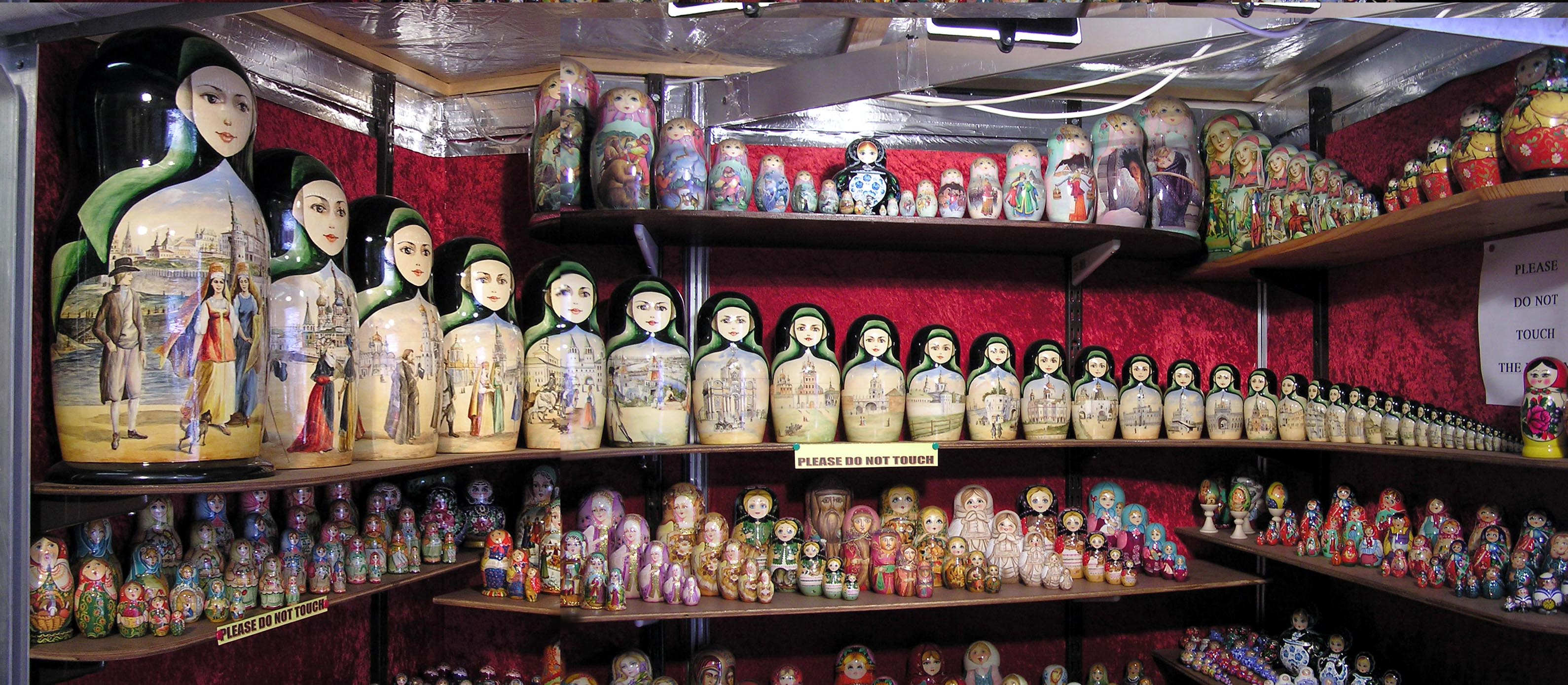
Joc de 37 nines exposat en una botiga a Londres, Anglaterra.

La fusta, en acabar el torneig, és blanca, a causa de la seva procedència, i es tracta sobretot amb oli per protegir la fusta dels canvis externs d'humitat, després s'hi aplica una capa de pintura i es deixa assecar.